# Kap Sankt Vincent
Kap Sankt Vincent eller Kap de São Vicente (Portugisisk: Cabo de São Vicente) er et forbjerg i kommunen Sagres, Algarve i det sydlige Portugal. Tæt ved det ligger klippefremspringet Ponta de Sagres.

## Beskrivelse
Spidsen af forbjerget er det sydvestligste punkt i Portugal. I kraft af sin placering som yderpunkt i det kontinentale Europa, er stedet er udpeget som udgangspunkt hele tre europæiske fjernvandreveje. Det drejer sig om E3, der skal gå til Istanbul i Tyrkiet (6.950 km), E4, der skal gå til Cypern (10.450 km) og E9, der skal gå til Narva-Jõesuu i Estland (5.000 km). Ingen af de tre vandreveje er endnu nået til Portugal, det nærmeste stykke ligger på E4 ved Malaga i Spanien. 
37°01′30″N 8°59′40″V / 37.02500°N 8.99444°V